# Sambuca Pistoiese
Sambuca Pistoiese (Sanbûca in dialetto bolognese) è un comune italiano sparso di 1 386 abitanti della Montagna Pistoiese in provincia di Pistoia, Toscana. La sede municipale si trova nella frazione di Taviano, mentre la frazione più popolosa è Pavana.

## Geografia fisica

### Territorio
Sambuca Pistoiese è situato nella valle del Limentra, affluente del Reno, sul versante adriatico della Montagna Pistoiese, sull’Appennino tosco-emiliano. La fascia montana del territorio, superiore ai 900 metri di altitudine, è caratterizzata dalla presenza di boschi di faggio, specie percentualmente preponderante rispetto alle altre presenti, quali l'acero di monte, l'abete bianco, e il maggiociondolo. Fra le specie erbacee è presente nel sottobosco l'asperula, la felce maschio e felce femmina, l'acetosella e l'orchidea nido d'uccello, specie saprofita. Tali faggete sono storicamente oggetto di sfruttamento con la pratica della ceduazione e si presentano prevalentemente degradate, con strato arboreo di altezza modesta, mentre gli strati arbustivo ed erbaceo hanno una diffusione molto maggiore di quella tipica di boschi più naturali. Non mancano tuttavia alcune zone in cui è stata attuata la «conversione ad alto fusto», che consiste in un diradamento del bosco, lasciando i fusti più sviluppati e robusti: dopo alcuni anni il bosco presenta alberi colonnari, situazione questa più prossima a quella naturale.
Dal punto di vista faunistico, sono documentati il cinghiale, il cervo, il daino, il capriolo, il muflone, e il lupo.
- Classificazione sismica: zona 2 (sismicità medio-alta), Ordinanza PCM 3274 del 20/03/2003

### Clima
- Classificazione climatica: zona E, 2594 GG
- Diffusività atmosferica: bassa, Ibimet CNR 2002

## Storia
Il castello di Sambuca, costruito verso la metà dell'XI secolo, fu originariamente feudo del vescovo di Pistoia.
Nel 1211 Bologna mosse guerra a Pistoia con l'intenzione di annettere le vallate delle Limentre. Pistoia occupò con le sue truppe il castello di Sambuca, di notevole importanza strategica, col consenso dello stesso vescovo, il quale non aveva mezzi per difendere il suo feudo. Lo stato di guerra fornì a Pistoia un pretesto per annettere Sambuca alla sua zona di influenza: in questo periodo si rinforzarono le fortificazioni, si stanziarono truppe all'interno delle mura e si pretese persino un giuramento nei confronti del podestà di Pistoia dopo che alcuni Sambucani tentarono di passare allo schieramento bolognese. La successiva pace di Viterbo riconobbe i diritti del vescovo di Pistoia su Sambuca, ma la guarnigione pistoiese fu mantenuta in quanto il vescovo non aveva mezzi per difendere la rocca, mentre il Comune di Pistoia avrebbe trovato nella difesa dei diritti feudali vescovili un pretesto per mantenere milizie all'interno della rocca.
Nella metà del XIII secolo si formò il primo nucleo di un ordinamento comunale a Sambuca con la creazione di un consiglio e di cariche consolari. La presenza di tale ordinamento e di un podestà inviato da Pistoia, indica che la signoria del vescovo era di fatto esautorata, anche se formalmente riconosciuta. Non a caso nel 1291 Sambuca si permette di redigere un proprio statuto (riformato nel 1340, l'edizione a oggi pervenuta), mentre al podestà spettava non solo la supervisione difensiva del castello ma anche funzioni di giurisdizione civile e criminale (che teoricamente spettavano al vescovo, signore del feudo, il quale gliele aveva tacitamente o espressamente delegate).
Nel 1306 i guelfi neri assediano e conquistano Pistoia. Filippo Vergiolesi, capo dei bianchi pistoiesi, scappa dalla città e occupa militarmente il castello di Sambuca; cinque anni più tardi cede il castello al Comune di Pistoia in cambio di undicimila lire. Nonostante il fatto che il Vergiolesi ottenne il castello con la forza, la transazione fece divenire Pistoia ufficialmente proprietaria della rocca e delle mura, rafforzando la figura del capo della guarnigione militare pistoiese ivi stanziata. Le successive vicende militari con Castruccio Castracani e il vescovo Giovanni Visconti signore di Bologna (che conquistarono il castello di Sambuca rispettivamente nel 1325 e nel 1351) consolidarono il controllo di Sambuca da parte delle milizie pistoiesi allo stesso modo di come accadde durante la guerra con Bologna del secolo precedente. Il controllo di Pistoia sul castello fu rinforzato anche per volere della Repubblica fiorentina (anch'essa minacciata dall'armata del Visconti), che obbligò Pistoia a presidiarlo militarmente ad honorem popoli et comunis Florentie.

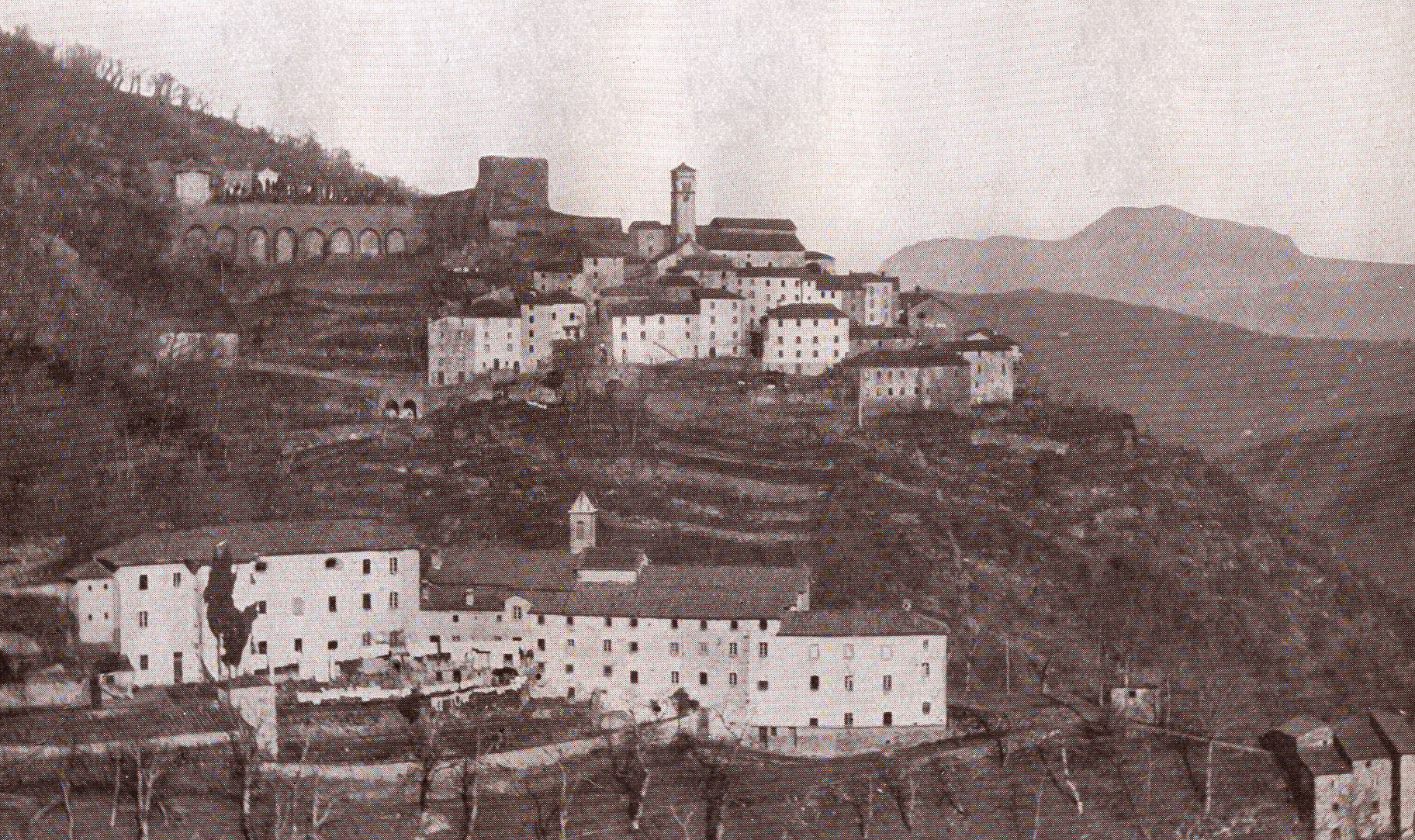
Veduta di Sambuca Pistoiese nel 1932

L'atto che segnò la fine dei diritti feduali del vescovo su Sambuca risale al 24 febbraio 1368. In questa data l'abate del monastero di San Bartolomeo cede il feudo al Comune di Pistoia in cambio di affitti fondiari col beneplacito del vescovo. Non sono pervenuti documenti in merito al passaggio di proprietà dal vescovo all'abate, ma Natale Rauty riporta l'ipotesi che il vescovo non abbia voluto cedere direttamente il feudo al Comune "per evitare che la conclusione del secolare contrasto apparisse, anche sul piano formale, come una sconfitta del vescovo nei confronti del Comune cittadino".

### Simboli
Lo stemma, liberamente usato dal Comune pur privo di formale decreto di concessione, si trova così raffigurato sul palazzo Pretorio di Pistoia. La torre potrebbe ricordare un antico castello locale esistente fin dal XII secolo; la figura del leopardo, un leone rampante ma con la testa di fronte, è un'evoluzione dell'orso, antico simbolo della montagna pistoiese.
Il gonfalone è costituito da un drappo di bianco.

## Monumenti e luoghi d'interesse

### Architetture religiose
- Chiesa dei Santi Giacomo e Cristoforo
- Chiesa di Santa Maria del Giglio
- Chiesa di Santa Maria e San Frediano a Pavana
- Chiesa di San Michele Arcangelo a Treppio

## Società

### Evoluzione demografica
Abitanti censiti

### Etnie e minoranze straniere
Secondo i dati ISTAT al 31 dicembre 2009 la popolazione straniera residente era di 146 persone. Le nazionalità maggiormente rappresentate in base alla loro percentuale sul totale della popolazione residente erano:
- Marocco 54 (3,06%)
- Romania 19 (1,08%)

### Lingue
Nella frazione di Pavana, Pàvna o Pèvna in bolognese, è ancora parlato un dialetto di tipo bolognese montano alto, dunque emiliano e gallo-italico, in contrapposizione con le parlate toscane del resto della provincia, dalle quali il pavanese ha comunque subito influenze. A Campeda pure si parla un dialetto affine.
Anche nel dialetto di San Pellegrino in Cassero si sono conservate sonorità emiliane, sebbene siano oggigiorno meno intense che a Pavana, rendendo questa parlata ormai di tipo toscano.
Del dialetto pavanese il cantautore Francesco Guccini, cresciuto a Pavana, ha raccolto in un glossario le parole. Ha anche pubblicato un libello di storie in dialetto locale.

## Geografia antropica
Il comune sparso di Sambuca Pistoiese è costituito dalle frazioni di Bellavalle, Campeda, Castello di Sambuca, Frassignoni, L'Acqua, Lagacci, Lentula, Monachino, Pavana, Posola, San Pellegrino in Cassero, Taviano, Torri, Treppio.

### Frazioni
- Bellavalle, precedentemente si chiamava "La Sega". Vi nacque lo storico Quinto Santoli[18]
- Campeda: divisa negli abitati di Piedercoli, Campeda Vecchia e Campeda Nuova, la frazione è ormai quasi disabitata. Il dialetto della località ricorda molto il pavanese[19]
- Castello di Sambuca, antico feudo del vescovo di Pistoia, vi morì Selvaggia dei Vergiolesi, la donna cantata dal poeta Cino da Pistoia. Il linguista Gerhard Rohlfs riportò alcune espressioni e vocaboli di questa località nella sua Grammatica storica della lingua italiana e dei suoi dialetti.[20]
- Frassignoni, costituita non da un singolo villaggio, ma da una serie di piccolissimi borghi
- L'Acqua, abitato diviso dal torrente Limentra orientale, sorge in parte anche nel comune di Cantagallo (provincia di Prato)[21]
- Lagacci, piccola frazione che sorge sulla riva destra del fiume Reno, a 710 metri d'altitudine. La sua chiesa fu eletta a parrocchia nel 1785 dal vescovo Scipione de' Ricci; vi si trova una stele scolpita su pietra serena con i versi di Claudia Piccini, inaugurata il 23 luglio 2017.[22] La frazione è servita dalla stazione di Biagioni Lagacci lungo la ferrovia Porrettana.
- Lentula: sorge sulle rive del Limentra orientale poco prima della confluenza con la Limentrella. Nella parte pistoiese di Lentula si trova la sede amministrativa dell'azienda produttrice dell'omonima acqua minerale (gli stabilimenti si trovano nell'adiacente sponda pratese poco prima della confluenza del Rio Ceciale). Vi si parla un dialetto di tipo marcatamente toscano[23]
- Monachino, posta lungo la porzione più meridionale del comune, a differenza delle altre frazioni del comune, appartenenti alla diocesi di Bologna fino al 1784, è sempre stata parte della giurisdizione diocesana del vescovo di Pistoia[24]
- Pavana
- Posola, piccola frazione posta sul crinale tra la valle del Reno e la valle del Limentra Occidentale.[25]
- San Pellegrino in Cassero, dove si parla un dialetto ormai di stampo toscano, ma che presenta ancora influssi dialettali emiliani[17]
- Taviano, ospita il municipio del comune. Vi nacque, nel 1867, il filologo e letterato Michele Barbi.[26]
- Torri, antico borgo sulla riva sinistra della Limentra Orientale, situato a 910 metri sul livello del mare, fu ripopolata da elementi allogeni provenienti dall'alta montagna modenese[quando?]. È citata da Michelangelo Salvi nel suo lavoro Historie di Pistoia del 1657.[27]
- Treppio

### Altre località del territorio
Secondo l'ISTAT, il territorio comunale comprende anche i centri e nuclei abitati di Biagioni, Molino del Pallone, Ca' dal Chicco, Carpineta, Casa Morotti, Case Bezzi, Casoni, Corniolo, Docciola, Fondamento, Il Giardino, Pian di Campo e Stabiazzoni.

## Curiosità
- Sambuca Pistoiese, secondo lo Statuto Ufficiale del comune, confina a sud anche con il comune di Montale[29], ma la cosa è errata poiché in realtà i due comuni non confinano per circa 1 km e sono separati dal comune di Pistoia il quale sempre per questo breve tratto confina con il comune di Cantagallo in Provincia di Prato. Le varie cartografie ufficiali (dalla Carta Tecnica Regionale a quella dell'Istituto Geografico Militare) mostrano infatti che Sambuca Pistoiese non confina in nessun punto con Montale com'è possibile vedere nella cartina della provincia di Pistoia.
- È apparsa in citazioni di alcune località nel film Magnificat di Pupi Avati.

## Amministrazione
Di seguito è presentata una tabella relativa alle amministrazioni che si sono succedute in questo comune.
| Periodo        | Periodo        | Primo cittadino  | Partito                                        | Carica  | Note   |
| -------------- | -------------- | ---------------- | ---------------------------------------------- | ------- | ------ |
| 25 giugno 1985 | 7 giugno 1990  | Elio Ziani       | Democrazia Cristiana                           | Sindaco | [ 30 ] |
| 7 giugno 1990  | 24 aprile 1995 | Elio Ziani       | Democrazia Cristiana/Partito Popolare Italiano | Sindaco | [ 30 ] |
| 24 aprile 1995 | 14 giugno 1999 | Fabio Micheletti | centro-sinistra                                | Sindaco | [ 30 ] |
| 14 giugno 1999 | 14 giugno 2004 | Francesca Vogesi | Democratici di Sinistra                        | Sindaco | [ 30 ] |
| 14 giugno 2004 | 8 giugno 2009  | Francesca Vogesi | centro-sinistra                                | Sindaco | [ 30 ] |
| 8 giugno 2009  | 14 giugno 2014 | Marcello Melani  | lista civica                                   | Sindaco | [ 30 ] |
| 14 giugno 2014 | 27 maggio 2019 | Fabio Micheletti | lista civica                                   | Sindaco | [ 30 ] |
| 27 maggio 2019 | 09 giugno 2024 | Fabio Micheletti | lista civica                                   | Sindaco | [ 30 ] |
| 09 giugno 2024 | in carica      | Marco Breschi    | lista civica                                   | Sindaco | [ 30 ] |

### Gemellaggi
- Amgala